# Per Vilhelm Brüel
Per Vilhelm Brüel (Copenaghen, 6 marzo 1915 – 2 aprile 2015) è stato un fisico e imprenditore danese.
Ha contribuito allo sviluppo della fisica delle vibrazioni e dell'acustica. Ha fondato con Viggo Kjær la Brüel & Kjær. 
Brüel parlava fluentemente danese, tedesco, inglese, svedese, francese e italiano. Brüel è discenedente dalla nobile famiglia tedesca Brühl.

## Biografia

### Primi anni
Per fu il primogenito di una famiglia di origini tedesche. Il padre era un forestale, tradizione che Per non volle continuare, procurando dissenso in famiglia.
La famiglia visse nello Jutland, lontano da centri abitati. Divenuto grande, venne mandato a studiare lontano da casa, denotando un interesse per le scienze ingegneristiche. Frequentò l'università tecnica di Copenaghen, dove studiò aerodinamica, elettronica e acustica.

### Inizi carriera
All'università iniziò a lavorare al suo Ph. D, che equivarrebbe all'odierno master of science, nel 1932, e lo finì nel giro di cinque mesi. Il professore tutore fu Peder Oluf Pedersen, noto fisico e ingegnere danese.
Nel gennaio 1939, Brüel venne arruolato nell'esercito come marconista. Qui costruì il suo primo strumento d'analisi, un analizzatore di spettro a batteria.
Alla fine 1942, causa l'occupazione tedesca in Danimarca, Brüel si recò in Svezia. Lavorò sia in Svezia che in Finlandia, creando il laboratorio acustico della Università di tecnologia Chalmers.

### Brüel & Kjære la seconda guerra mondiale

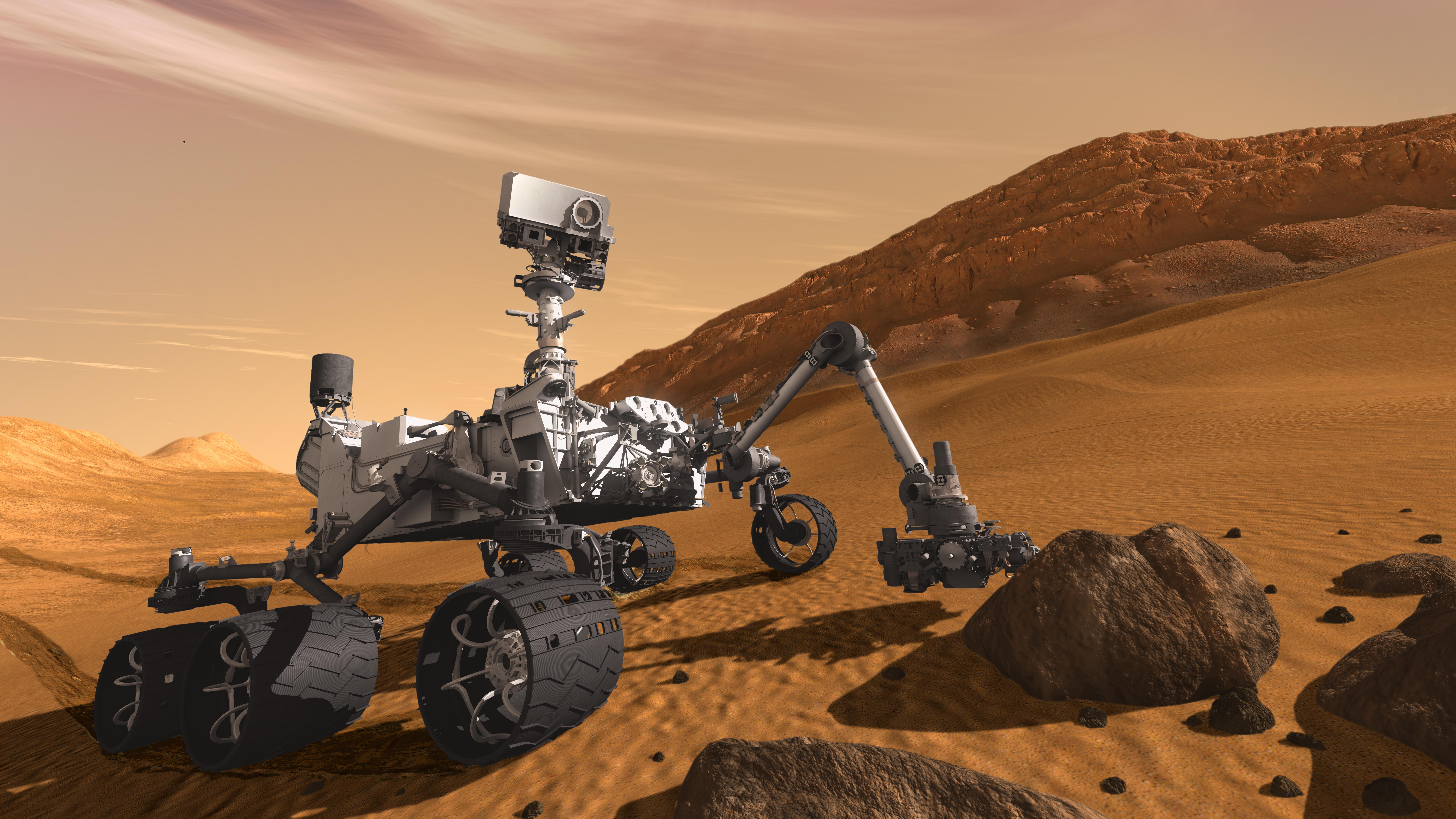
NASA rover Curiosity, testato con strumentazione Brüel & Kjær LDS shaker system

Nel 1942, Brüel fondò l'attività con il suo vecchio amico Viggo Kjær. Causa la guerra, ebbero difficoltà a reperire il rame. Se lo procurarono distruggendo un cavo sottomarino della Germania nazista che collegava Copenaghen a Berlino, causando problemi di comunicazione ai tedeschi.
Pur in presenza di un conflitto armato, Brüel riuscì a portare avanti l'azienda, fondando nel 1948 la sede attuale a Nærum, 15 km a nord di Copenaghen. Le consegne degli strumenti avvenivano ad opera dello stesso Per a bordo di una motocicletta Nimbus. Mezzo ancora presente nello scantinato di casa sua.

### Amicizia con Niels Bohr

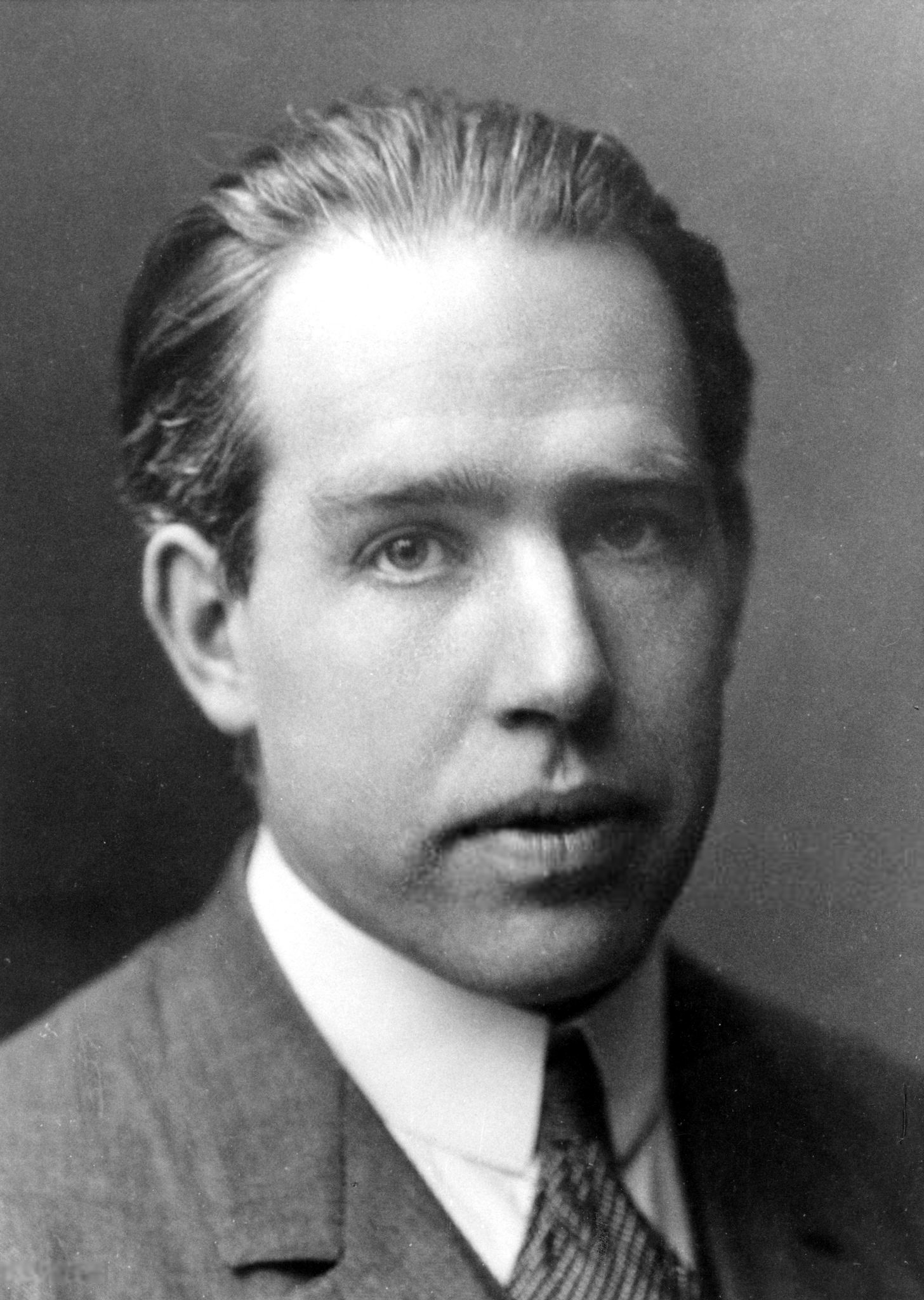
Niels Bohr

Brüel fu stretto intimo di Niels Bohr. Brüel viaggiò dalla Svezia alla Danimarca durante l'occupazione tedesca in Svezia con importanti documenti per Bohr. Brüel si recava spesso a casa di Niels Bohr dove cenava e parlava di fisica.

### Morte
È morto nel 2015, poco dopo aver compiuto 100 anni.

## Eredità
Brüel si concentrò sullo sviluppo di strumentazione scientifica in ambito acustico, fondando la Brüel & Kjær.

## Opere
- Per Brüel, Sound Insulation and Room Acoustics, London, Chapman & Hall, 1951.